# Something Wild
Something Wild – pierwszy studyjny album zespołu Children of Bodom wydany w 1997 roku.

## Lista utworów
1. "Deadnight Warrior" – 3:21
2. "In the Shadows" – 6:01
3. "Red Light in My Eyes, Pt. 1" – 4:28
4. "Red Light in My Eyes, Pt. 2" – 3:50
5. "Lake Bodom" – 4:01
6. "The Nail" – 6:17
7. "Touch Like Angel of Death" – 7:49
8. "Untitled" - 1:14
9. "Bruno the Pig" – 0:10
10. "Mass Hypnosis" (cover Sepultury) - 4:04

## Twórcy
- Alexi Laiho - śpiew. gitara elektryczna
- Alexander Kuoppala - gitara elektryczna
- Janne Viljami Wirman - instrumenty klawiszowe
- Henkka Seppälä - gitara basowa
- Jaska Raatikainen - perkusja